# Cyberpunk (album)
Cyberpunk – album koncepcyjny brytyjskiego wykonawcy rockowego Billy Idola, w zamierzeniu artysty utrzymany w konwencji cyberpunkowej. Wydany w czerwcu 1993 roku nakładem wytwórni Chrysalis Records, spotkał się z chłodnym i negatywnym przyjęciem fanów i krytyki.

## Lista utworów
1. „Opening Manifesto” – 1:01
2. „Wasteland” – 4:35
3. „Segue L.A. Riots” – 0:19
4. „Shock to the System” – 3:33
5. „Tomorrow People” – 5:07
6. „Adam in Chains” – 6:24
7. „Neuromancer” – 4:36
8. „Power Junkie” – 4:46
9. „Segue Prayer” – 0:27
10. „Love Labours On” – 3:53
11. „Heroin” – 6:57
12. „Segue Injection” – 0:22
13. „Shangrila” – 7:24
14. „Concrete Kingdom” – 4:52
15. „Segue Virtual Reality” – 0:38
16. „Venus” – 5:47
17. „Then the Night Comes” – 4:37
18. „Segue Electronic Presence” – 0:25
19. „Mother Dawn” – 5:03
20. „Closing Manifesto” – 0:56